# Cervantes de Leon
Cervantes de Leon (セルバンテス・デ・レオン?, de Reon Serubantesu) è un personaggio immaginario della saga videoludica Soulcalibur. Compare in tutti gli episodi della serie.

## Caratteristiche
Cervantes è un pirata sadico e narcisista che persegue soltanto i propri scopi personali. Egli è posseduto da Soul Edge, uno spirito malvagio che risiede in una delle spade che brandisce e che controlla il suo volere.
Già prima di essere soggiogato dalla Soul Edge, Cervantes era un uomo irascibile, livoroso ed estremamente ambizioso; l'avvento della Soul Edge lo conduce sulla strada della crudeltà più efferata.
Cervantes, benché di mezza età e nonostante un'allure spettrale, esibisce un fisico atletico. Quando cade vittima dell'influenza della lama malefica all'età di 48 anni il suo invecchiamento è cessato. È alto 177 cm e pesa 80 kg. In origine, Cervantes era un uomo dall'incarnato chiaro, i capelli brizzolati e gli occhi azzurri. Quando la Soul Edge s'impossessa di lui la pelle ei capelli diventano innaturalmente bianchi e nei suoi occhi scompaiono l'iride e la pupilla, lasciando il posto a dei miasmi grigiastri.

## Storia
Cervantes de Leon nasce a Valencia il 1º gennaio del 1511. Il padre, Felipe De Leon, era un mercenario arruolatosi nell'Armada Spagnola. L'uomo, suo unico parente rimasto, perde la vita durante una battaglia navale contro una flotta inglese, lasciando solo suo figlio, che soffre tantissimo la sua perdita.
Crescendo, Cervantes diventa rabbioso e cupo, incolpando il regno spagnolo della morte del padre. Entra presto nel giro della pirateria, e allestisce un equipaggio e un galeone, l'Adrian, con cui inizia a terrorizzare il Mediterraneo e l'oceano Atlantico, attaccando chiunque.
Un giorno, nella taverna "la Coda Nera", luogo che Cervantes è solito frequentare, arriva un messaggero del mercante italiano Vercci, conosciuto come "il mercante di morte". Il messaggero, Voldo, confida a Cervantes che il suo padrone è alla ricerca della leggendaria spada "Soul Edge". Voldo chiede a Cervantes di recuperare la spada, in cambio di una grossa ricompensa a lavoro terminato; Cervantes accetta e inizia la ricerca della spada.
Dopo un anno di infruttuose ricerche, Cervantes riceve finalmente delle informazioni da un ricettatore di oggetti antichi su di uno "strano articolo" presente in circolazione. Non molto tempo dopo, l'uomo riesce a trovare la spada leggendaria su un galeone inglese. Nel momento in cui impugna la spada, Cervantes viene soggiogato dallo spirito che la abita, che lo investe di poteri soprannaturali, e perde la ragione. Trucida sia l'equipaggio inglese che il proprio, tranne il figlio di un ufficiale della marina britannica, Rock, che si salva gettandosi dalla nave ed approdando in America, per poi scomparire misteriosamente.
Nell'arco di tempo a seguire, probabilmente Cervantes continua i suoi assalti per i mari d'Europa e concepisce sua figlia, Ivy Valentine, stuprando una ragazzina inglese figlia del gestore di una taverna che aveva assediato, che lascerà la neonata Ivy alle cure dei conti Valentine.

### Soul Blade
Circa vent'anni dopo, numerosi guerrieri provenienti da ogni parte del mondo sono alla ricerca della Soul Edge. Cervantes, che nel frattempo aveva dormito un lunghissimo sonno, si risveglia e ricompare con il suo Adrian, alla ricerca di anime per nutrire la spada. Incontra un assassino cinese, Li Long, che sconfigge facilmente, ma Sophitia, una guerriera greca, salva Li Long e distrugge una delle Soul Edge.
Adirato, Cervantes fugge via e sostituisce la sua Soul Edge distrutta con una delle sue armi, la Nirvana. Giorni dopo Taki, una ninja cacciatrice di demoni giapponese, trova Cervantes e riesce ad ucciderlo, sacrificando però la sua spada, la wakizashi Rekkomaru. Il corpo di Cervantes muore, ma la sua essenza maligna è ancora viva. Un cavaliere tedesco, Siegfried, recupera la spada dal cadavere del pirata, ma essa si fonde al braccio del ragazzo, che viene anch'egli, come Cervantes prima di lui, soggiogato dallo spirito malvagio della Soul Edge e si trasforma in Nightmare, che inizia a mietere vittime ovunque egli vada.

### Soulcalibur
Cervantes viene riportato in vita da Nightmare, per motivi sconosciuti, ma non ricorda nulla del suo passato. Fiacco e stanco, girovaga con l'Adrian per il mondo, ma un giorno scopre che una alchimista Inglese è riuscita a recuperare dei frammenti della Soul Edge.
Cervantes si mette alla ricerca di tali frammenti, mentre nel frattempo recupera la memoria, e rintraccia l'alchimista, che scopre essere sua figlia Ivy, alla quale sottrae i frammenti della Soul Edge e li inserisce nella spada Acheron, che diviene la nuova Soul Edge. Ripristinata in parte la spada, Cervantes si mette alla ricerca della sua gemella, riprendendo i suoi assalti per i mari.

## Armi
- Soul Edge Femmina e Soul Edge Maschio

La Soul Edge maschio ha la lama dritta e lunga, è coperta sulla lama da un essere di carne che assume la forma del viso delle anime assorbite; l'altra Soul Edge è più corta e ha la lama ricurva.
- Main Gauche
- Defender
- Jirotoh
- Katana
- 3 Bladed Edge
- Lancia Pesante
- Serpent's Tongue

- Acheron

Una spada normale fusa con dei frammenti della Soul Edge, che prende il posto della Soul Edge maschio. È una spada lunga e larga di colore violaceo con striature giallo oro.
- Nirvana

La spada che Cervantes utilizzava prima di sostituirla con la Soul Edge femmina. La riprese dopo che Sophitia distrusse la Soul Edge femmina; è più corta della Soul Edge maschio, ma nasconde nel manico una pistola per attacchi improvvisi.
- Falchion

Una spada curva, affilata su un solo lato. La lama è massiccia  e pesante.
- Firangi
- Erlang's Blade
- Plegethon
- Cocytus
- Styx
- Avenger
- Seax
- Soul Edge (Completa)
- Lethe
- Imitation Sword
- The Ancient
- Gurgitator
- The Master
- Official's Flags (Long)

## Accoglienza
Cervantes ha ricevuto molti apprezzamenti da parte di riviste e siti internet specializzati. In un articolo presente su PlayStation: The Official Magazine viene considerata "una delle tre ragioni per cui Soul Edge sarebbe il miglior titolo Namco mai pubblicato". Secondo un sondaggio redatto da IGN, Cervantes sarebbe stato con Maxi il quarto personaggio preferito della serie prima dell'uscita di Soulcalibur II dopo Seong Mi-na e Sophitia.; nel 2008, lo stesso sito ha poi inserito il personaggio nella top ten degli spadaccini dei videogiochi poiché egli sarebbe "la combinazione di due degli elementi preferiti del sito in un solo personaggio: grosse spade e pirati". Il sito Complex considera Cervantes il quinto personaggio "migliore" della serie.